# Όrοs Giouchtas
Όrοs Giouchtas este o arie protejată (arie de protecție specială avifaunistică — SPA) din Grecia întinsă pe o suprafață de 406,8 ha, integral pe uscat.

## Localizare
Centrul sitului Όrοs Giouchtas este situat la coordonatele 35°13′58″N 25°08′34″E / 35.232683°N 25.142795°E.

## Înființare
Situl Όrοs Giouchtas a fost declarat arie de protecție specială avifaunistică în octombrie 2001 pentru a proteja 8 specii de animale.

## Biodiversitate
Situată în ecoregiunea mediteraneană, aria protejată nu include niciun habitat protejat.
La baza desemnării sitului se află mai multe specii protejate de  păsări (8): șorecarul comun (Buteo buteo), caprimulg (Caprimulgus europaeus), presură de grădină (Emberiza hortulana), șoim călător (Falco peregrinus), sfrâncioc roșiatic (Lanius collurio), ciocârlie de pădure (Lullula arborea), codobatura galbenă (Motacilla flava), vrabie negricioasă (Passer hispaniolensis).
Pe lângă speciile protejate, pe teritoriul sitului au mai fost identificate 1 specie de păsări.